# Vassili Ekzempliarski
Vassili Ilitch Ekzempliarski (en russe : Василий Ильич Экземплярский ; 30 décembre 1874 (11 janvier 1875 dans le calendrier grégorien) - 3 juillet 1933 à Kiev) est un théologien russe.

## Carrière
Diplômé de l'Académie théologique de Kiev en 1901, il devient enseignant par la suite au département de théologie morale. En 1912, il est démis de sa chaire à l'instigation de l'évêque Antoine (Khrapovitski) pour avoir publié son article intitulé « Léon Tolstoï et saint Jean Chrysostome dans leurs conceptions de l'importance vitale des commandements du Christ » où, tout en critiquant la doctrine de Tolstoï, il montrait les aspects positifs de sa morale.
En 1916-1917, il est l'éditeur et le rédacteur du journal de Kiev « Христианская Мысль » (La Pensée chrétienne) qui réunit les adversaires des méthodes scolastiques en théologie (Nicolas Berdiaev, le P. Bogolioubov, Sergueï Boulgakov, Drozdov, Anton Kartachev, Nikolaï Makkaveïtski (ru), V.P. Rybinski, Mikhaïl Skaballanovitch (ru), etc.). Dans le même temps, il préside la société philosophico-religieuse de Kiev.
La question sociale dans le christianisme tient une place grandissante à travers ses œuvres, à l'instar d'un Vladimir Soloviev. Il approuve par exemple la confrérie orthodoxe de travail de l'Exaltation-de-la-Croix.
Malgré la cécité dont il est frappé en 1920, il continue de participer à la vie sociale et religieuse de Kiev.

## Réception
Son œuvre est redécouverte dans les années d'après guerre dans la Russie soviétique.

## Œuvres
- Библейское и святоотеческое учение о сущности священства (« Les enseignements bibliques et patristiques sur l'essence du sacerdoce »), Kiev, 1904 (thèse de doctorat)
- К вопросу об отношении нравственности к политике. Нравственные нормы жизни и международные отношения (« Sur la question de la relation de la morale à la politique. Les normes morales de la vie et les relations internationales »), Kiev, 1905.
- Учение древней Церкви о собственности и милостыне (« Enseignements de l'Église ancienne sur la propriété et de la charité »), Kiev, 1910
- Л.Н.Толстой и св.Иоанн Златоуст в их взгляде на жизненное значение заповедей Христовых (« Léon Tolstoï et saint Jean Chrysostome dans leurs conceptions de l'importance vitale des commandements du Christ ») in О религии Льва Толстого (« Sur la religion de Léon Tolstoï »), tome 2, Moscou, 1912
- Евангелие и обществ. жизнь (« L’Évangile et la vie sociale »), Kiev, 1913
- Евангелие Иисуса Христа перед судом Фридриха Ницше (« L'Évangile de Jésus-Christ devant le tribunal de Friedrich Nietzsche »), Pétersbourg, 1915